# Stewartpeckius troglobius
Stewartpeckius troglobius är en spindeldjursart som beskrevs av Paul Reddell och James Cokendolpher 1995. Stewartpeckius troglobius ingår i släktet Stewartpeckius och familjen Hubbardiidae. Inga underarter finns listade i Catalogue of Life.